# Rules of Engagement (serie de televisión)

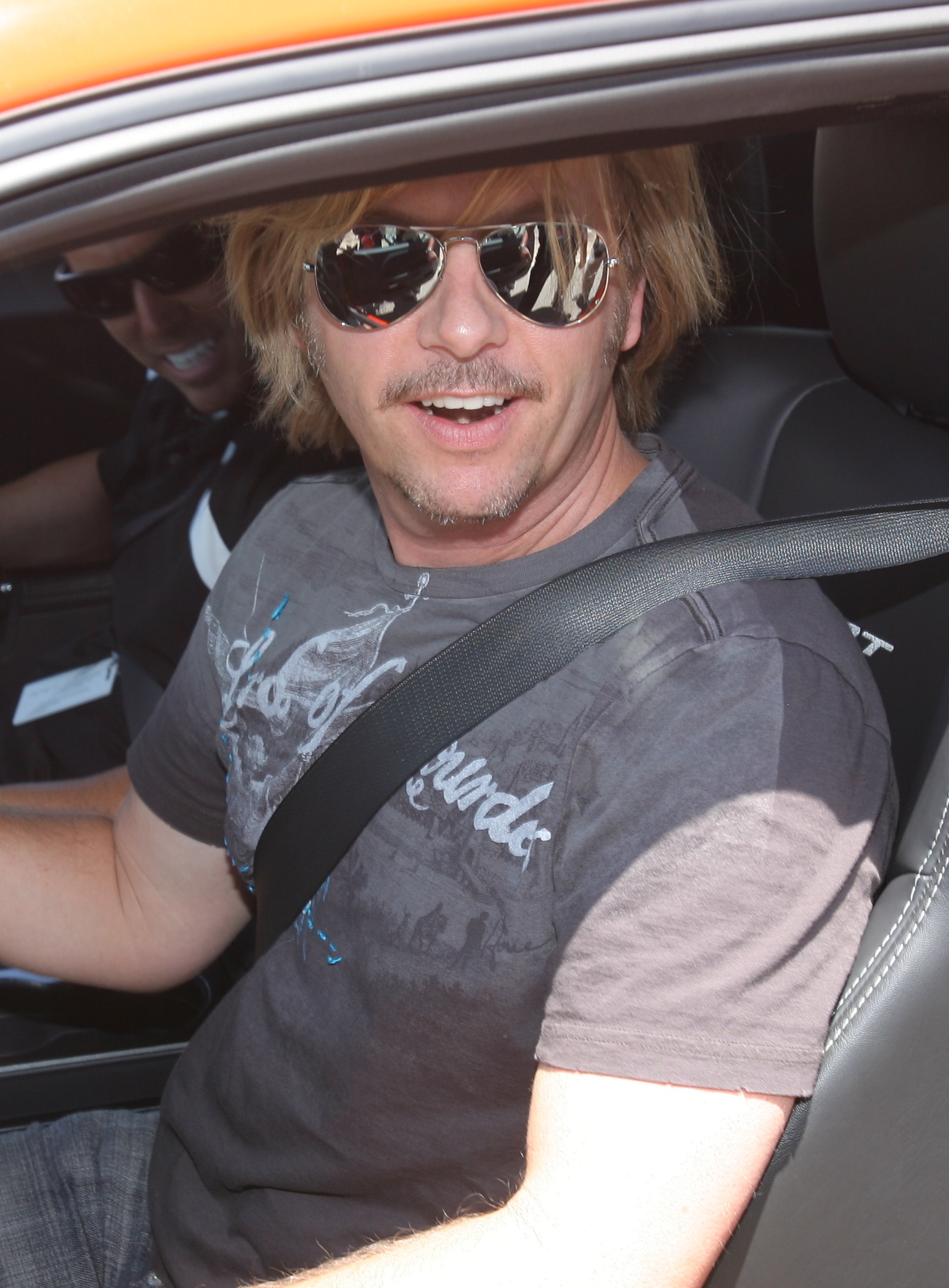
Fotografía de David Spade, actor que protagonizó al personaje de Rusell Dunbar en la serie de televisión "Rules of Engagement"

Rules of Engagement,  conocido en España como Reglas de compromiso y en Hispanoamérica como Las Reglas del Amor, fue una serie estadounidense tipo comedia (sitcom) ambientada en Nueva York.
Se emitió originalmente desde el 5 de febrero de 2007 al 20 de mayo de 2013, a través de 7 temporadas y un total de 100 episodios.
Fue producida por la compañía Happy Madison Productions de Adam Sandler, en asociación con CBS Television Studios (conocida por CSI, Navy IC, Caso Abierto, Sin rastro, Falcon Crest y Dallas) y Sony Pictures Television.

## Argumento
Narra la historia de un grupo de cinco amigos: el matrimonio de Jeff y Audrey (Megyn Price y Patrick Warburton), la joven pareja de novios formada por Jennifer y Adam (Bianca Kajlich y Oliver Hudson) y el soltero "de oro", Russell (David Spade).

## Personajes
- Patrick Warburton es Jeff Bingham: Marido de Audrey; un hombre de apariencia seria y pasota pero que adora a su mujer y aunque intente hacerse el duro, en el fondo tiene un gran corazón y es un buen amigo de sus amigos.
- Megyn Price es Audrey Bingham: Esposa de Jeff. Mujer que demuestra una gran paciencia a causa del comportamiento a veces infantil de su marido. Siete un poco de reservas hacia Russell. Se lleva muy bien con Jennifer.
- Bianca Kajlich es Jennifer Morgan: Novia y futura esposa de Adam. A pesar de formar una pareja joven con su novio, está muy enamorada e ilusionada con su novio y tiene una gran fe en el futuro de su relación. Es vecina y la mejor amiga de Audrey.
- Oliver Hudson es Adam Rhodes: El novio de Jennifer. Está enamorado de su novia y no puede vivir sin ella. Sus amigos Jeff y Russell también son muy importantes para él. Sus dudas sentimentales las consulta con Jeff
- David Spade es Russell Dunbar: Es el soltero del grupo. A pesar de no ser un adonis, su sentido del humor lo hacen irresistible para algunas mujeres, tanto es así que siempre aparece con una nueva conquista que no suele durarle mucho. Orgulloso de su estado de soltero, aunque parezca no envidiar la estabilidad sentimental de sus amigos Jeff y Adam, en el fondo le gustaría poder encontrar a alguna mujer que le diera estabilidad.

- Adhir Kalyan es Timmy: Empleado de origen hindú (sudafricano en la tercera temporada) que entra como ayudante personal de Russell. A pesar de soportar las burlas y ofensas de Russell, le guardará fidelidad y acatará todas sus órdenes, por más disparatadas que éstas sean. También ayudará a su jefe con sus numerosos escarceos amorosos.

### Emisiones en Otros Países
México: Canal 5
 El Salvador: Canal 12
 Guatemala: Trecevision
 Honduras: VTV (Honduras)
 Nicaragua: Canal 10
 Costa Rica: Canal 9
 Panama: RPC TV Canal 4
 Argentina: El Trece
 Chile: Canal 13
 Perú: Red TV
 Ecuador: Gama TV
 Colombia: RCN Televisión
 Venezuela: Televen
 Brasil: Rede Globo
 Bolivia: Unitel
 Paraguay: SNT
 Uruguay: Monte Carlo TV
 República Dominicana: Tele Antillas
 España: Paramount Comedy / FDF